# Petr Kučera (żużlowiec)
Petr Kučera (ur. 12 maja 1953) – czechosłowacki żużlowiec, występujący również na długim torze i na trawie.

## Życiorys
Wielokrotnie startował w finałach indywidualnych mistrzostw Czechosłowacji, największy sukces odnosząc w 1975 r., kiedy to zdobył srebrny medal. W latach 1973, 1975, 1976 i 1982 czterokrotnie reprezentował Czechosłowację w eliminacjach drużynowych mistrzostw świata. Był również wielokrotnym uczestnikiem eliminacji indywidualnych mistrzostw świata, dwukrotnie awansując do finałów kontynentalnych: Leningrad 1973 (XVI miejsce) oraz Praga 1981 (XII miejsce). W 1985 r. zajął VI miejsce w finale indywidualnych mistrzostw Europy na torze trawiastym, rozegranym w La Réole.
W 1982 r. zwyciężył w turnieju o Łańcuch Herbowy Miasta Ostrowa Wielkopolskiego, natomiast w 1983 r, zajął IV miejsce w memoriale Alfreda Smoczyka w Lesznie. 